# HD 90454
HD 90454，又名CP-57 3164，SAO 238046、HR 4095，是一颗恒星，视星等为5.95，位于銀經284.81，銀緯-0.95，其B1900.0坐标为赤經10h 21m 21.8s，赤緯-58° -0.95′ 7″。